# 松苗慎一郎
松苗 慎一郎（まつなえ しんいちろう、1957年7月13日 - ）は、テレビ朝日アスク代表取締役社長。元テレビ朝日アナウンサー。

## 来歴・人物
東京都世田谷区出身。駒場東邦高等学校、早稲田大学卒業。1980年、当時の全国朝日放送にアナウンサーとして入社。同期は保坂正紀（現：広報局）。
以後は報道を中心に活動する一方で、大相撲にも造詣が深く、当時のアナウンス部長であった山崎正らとともに『大相撲ダイジェスト』を断続的に担当した。
『ル・マン24時間耐久レース』の実況を1987年から95年まで担当し、95年には関谷正徳の日本人ル･マン初制覇のゴールの実況を担当した。
また、長らくボクシング中継（エキサイトボクシング）の実況アナウンスを担当した。1990年2月7日には、後楽園ホールにおいて行われたWBC世界ストロー級選手権・崔漸煥×大橋秀行戦の実況を担当した。
2004年から2年間、子会社のテレビ朝日アスクに出向し、後進の指導・育成業務にあたった。2006年1月、アナウンス部へ復帰。2010年6月28日までアナウンス部長を務め、翌日6月29日からスポーツ局スポーツ渉外専任部長となった。ちなみに、後任のアナウンス部長は、山本清（前：コンテンツビジネス局ライツプロデュース部長）が就任した。
2015年8月に、テレビ朝日アスクに再び戻り、取締役事業統括本部長となる。
2018年、堀越むつ子の後任として代表取締役社長に就任。
宅地建物取引士の資格を持っている。

## 出演番組
報道・情報・ワイドショー番組
| 期間       | 期間      | 番組名                | 役職                          |
| ---------- | --------- | --------------------- | ----------------------------- |
| 1993年10月 | 1994年9月 | スーパーモーニング    | 総合司会                      |
| 1995年10月 | 1997年3月 | ステーションEYE       | 週末メインキャスター          |
| 1996年10月 | 1999年3月 | ANNニュースフレッシュ | 週末担当キャスター            |
| 1997年4月  | 1999年3月 | ANNニュース           | 週末昼枠での担当キャスター    |
| 1998年4月  | 1998年9月 | スーパーJチャンネル   | 金曜日全国パートキャスター    |
| 1999年4月  | 2000年9月 | ワイド!スクランブル   | 『ANNニュース』担当キャスター |

その他
- エキサイトボクシング
- 大相撲ダイジェスト
- パオパオチャンネル
- クイズプレゼンバラエティー Qさま!! (プレッシャーSTUDYに不定期出演)
- Morning Access ビーエス朝!(BS朝日、ニュースコーナーを主に担当)